# Христианство в Лесото

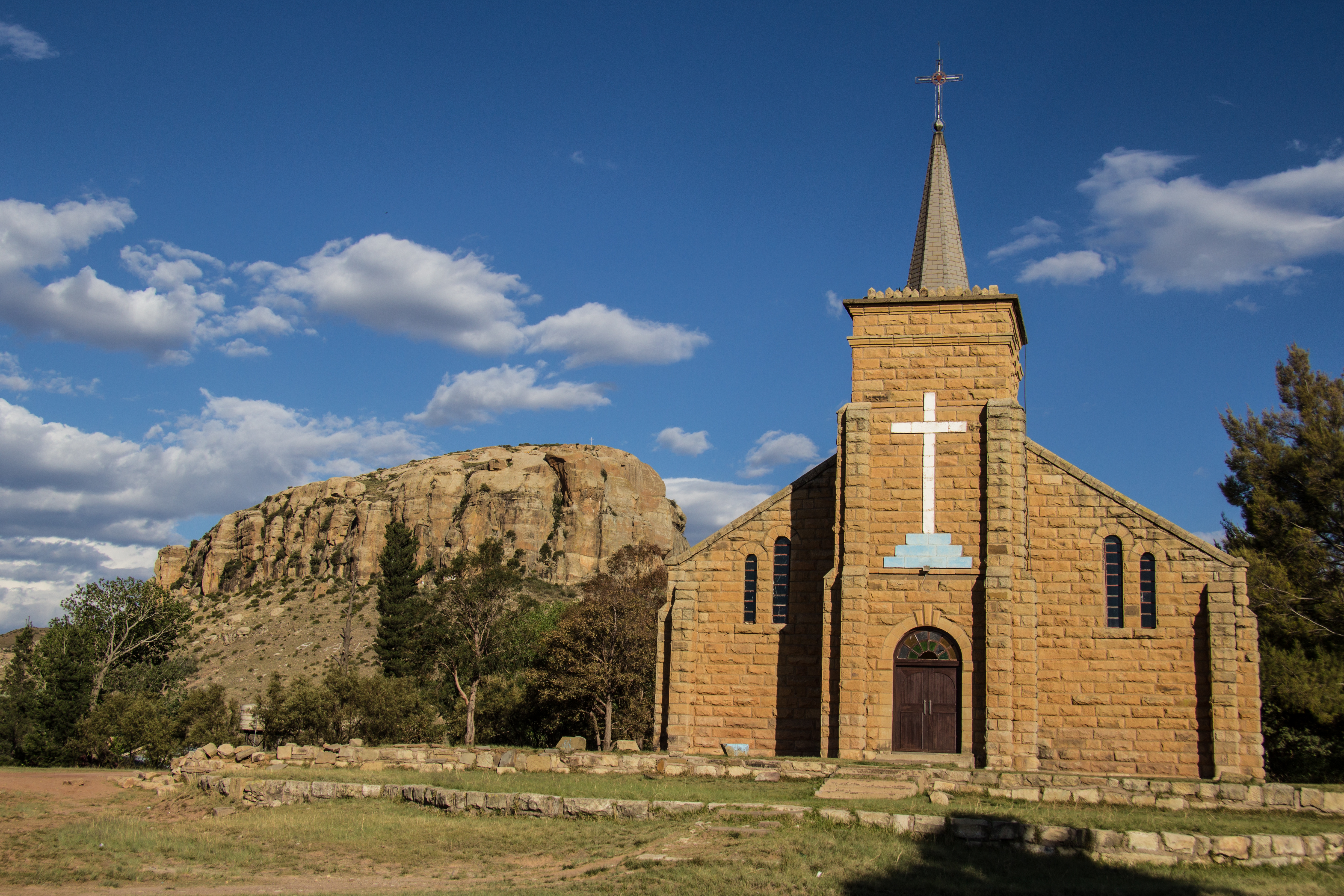
Собор Святого Михаила в Лесото

Христианство является доминирующей религией в Королевстве Лесото. Его исповедует более 95 процентов населения.

## Конфессии
Протестанты составляют более половины населения государства, из них 21.9 процентов — пятидесятники, 17.5 процентов — евангелисты, 7.5 процентов — англиканцы. 40 процентов жителей являются римскими католиками, относящимися к Архиепархии Масеру и трём её суффраганам (епархии Лерибе, Мохалес-Хука и Цгачас-Нека).

## Историческая справка
Считается, что христианство было занесено в Лесото в 1830-х годах французскими миссионерами, которые прибыли в страну по приглашению вождя Мошвешве I. Хотя сам вождь сохранил свою традиционную религию и развёлся с двумя из своих жён, которые приняли христианство.

## Адвентисты седьмого дня
Церковь адвентистов седьмого дня представлена так называемой Конференцией Лесото. Она входит в состав Южноафриканско-Индоокеанского дивизиона Церкви АСД. Число адвентистов в стране оценивается в 7174 человека (то есть соотношение с общей численностью населения — 1:278).
История Церкви адвентистов седьмого дня в Лесото берёт своё начало в 1896 году. Тогда на территорию этой страны, которая являлась британской колонией и носила название Басутоленд, прибыл американский миссионер Стивен Хаскелл. Первым местным жителем — адвентистом седьмого дня стал Дэвид Калака, который служил гидом Хаскеллу и был крещён им в адвентисты. Тремя годами позже Калака и Дж. М. Фриман основали миссионерскую станцию в Коло. В 1910 году другими миссионерами была создана ещё одна станция.
По состоянию на 2003 год Конференции Лесото принадлежало 25 церквей, две средние школы, Адвентистский госпиталь Малути, а также четыре клиники и диспансера.